# Îles Fox
Les îles Fox (Fox Islands ou Fox Archipelago en Anglais) sont un groupe d'îles Aléoutiennes dans l'État de l'Alaska, États-Unis. Elles sont très proches de la terre ferme, et sont juste à l'est des îles des Quatre-Montagnes.
Habitées par les Aléoutes depuis des siècles, les îles tout comme l'archipel des Aléoutiennes furent pour la première fois visitées par les Européens en 1741 lorsqu'un navigateur danois employé par les Russes, Vitus Béring, cherchait de nouvelles sources de fourrures.
Embrumées presque toute l'année, les îles sont difficiles à atteindre avec de plus un temps non clément et des reliefs assez importants.

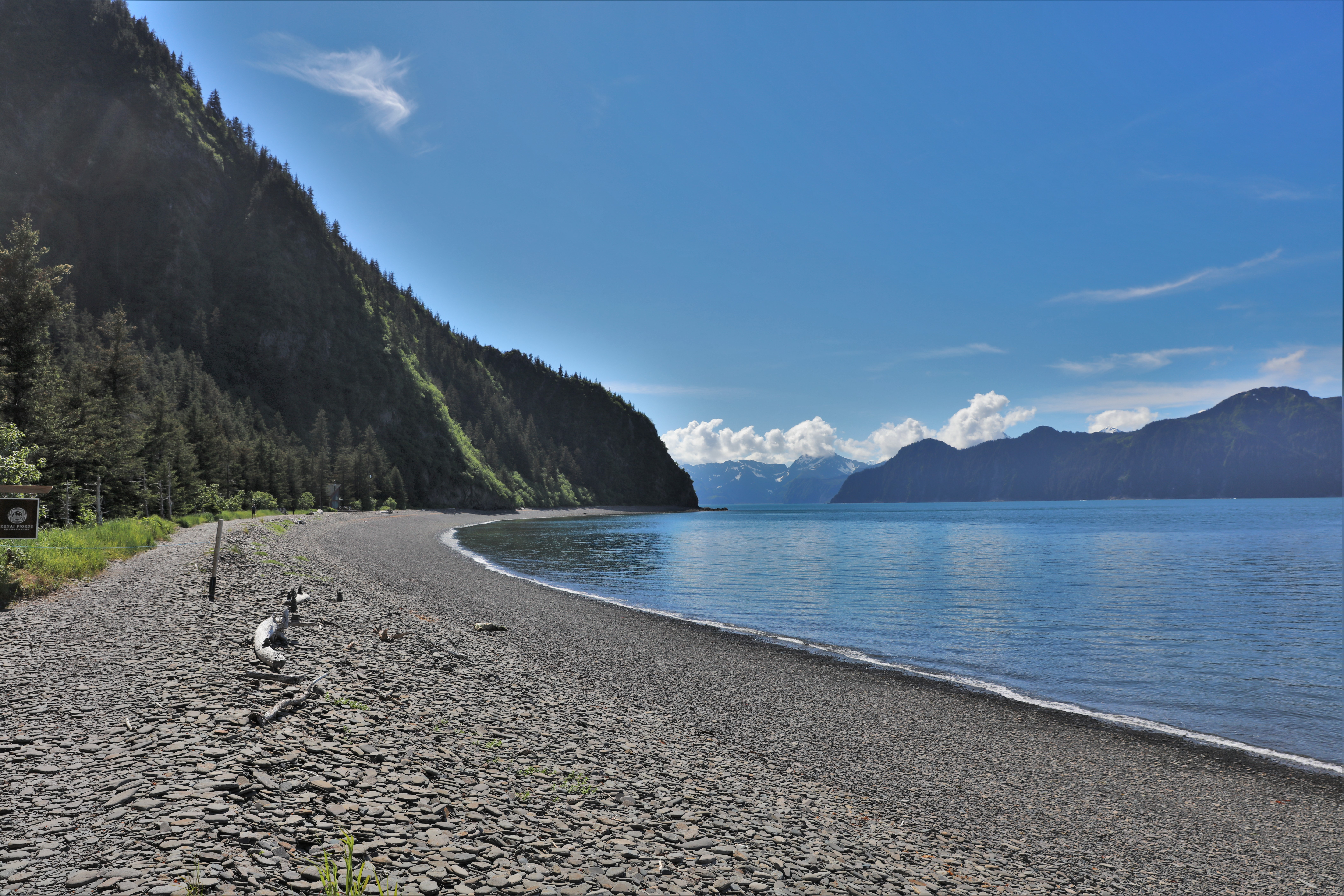

Les plus grandes îles sont d'ouest en est : Umnak, Unalaska, Amaknak, Akutan, Akun, Unimak et Sanak.

## Dans la fiction
Dans l'univers de la saga Metal Gear, l'île imaginaire de Shadow Moses, située dans les îles Fox, accueille une installation nucléaire américaine. C'est dans ce lieu fictif que se déroule l'intrigue du jeu Metal Gear Solid (1998), où l'île est investie par le groupe terroriste FoxHound. Le gouvernement américain décide alors d'y envoyer Solid Snake, afin de contrer cette menace. Le remake du jeu de base, Metal Gear Solid: The Twin Snakes (2004) reprend l'histoire originale sur l'île. Pour finir, le joueur est amené encore une fois sur l'île dans une mission de Metal Gear Solid 4: Guns of the Patriots (2008).